# Elisabeth Sophie Marie von Schleswig-Holstein-Norburg

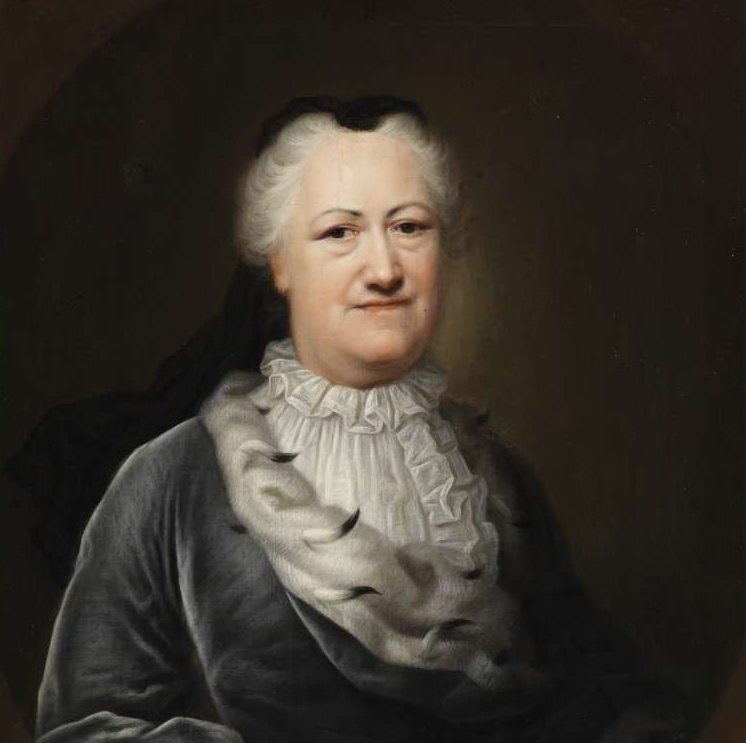
Elisabeth Sophie Marie von Schleswig-Holstein-Norburg, Gemälde von Balthasar Denner, 1747

Elisabeth Sophie Marie von Schleswig-Holstein-Norburg (* 2. Septemberjul. / 12. September 1683greg. in Wolfenbüttel; † 3. April 1767 im Grauen Hof in Braunschweig) war eine Prinzessin von Schleswig-Holstein-Sonderburg-Norburg. Durch Heirat wurde sie erst Erbprinzessin und dann für ihren unmündigen Sohn zwei Jahre lang regierende Herzogin von Schleswig-Holstein-Sonderburg-Plön. In zweiter Ehe wurde sie Herzogin zu Braunschweig und Lüneburg und Fürstin von Braunschweig-Wolfenbüttel.
Durch ihr in 25 Jahren zusammengetragenes Bibelkabinett zählte Elisabeth Sophie Marie zu den berühmtesten Sammlern ihrer Zeit und wirkte auch selbst als Verfasserin religiöser Schriften.

## Leben
Elisabeth Sophie Marie wurde als drittes Kind von Rudolf Friedrich (1645–1688), Herzog zu Schleswig-Holstein-Sonderburg-Norburg, und Bibiana von Promnitz (1649–1685) geboren. Zur Zeit ihrer Geburt stand ihr Vater als Offizier in den Diensten von Wilhelm III. von Oranien-Nassau. Ihre Mutter hatte das Gut Fürstenau in Schlesien in die Ehe eingebracht. Dort wuchs Elisabeth Sophie Marie fünf Jahre lang auf. Nach dem Tod des Vaters, ihre Mutter war seit drei Jahren tot, wurde sie mit ihrem Bruder Ernst Leopold (1685–1722) an den Hof ihrer Vormunde, den Herzögen Anton Ulrich, dem Ehemann ihrer Tante väterlicherseits Elisabeth Juliane, und Rudolf August nach Wolfenbüttel gebracht.
Am 8. Oktober 1701 heiratete sie Adolf August (1680–1704), Erbprinz zu Schleswig-Holstein-Sonderburg-Plön. Er war der Enkel ihres Vormundes Rudolf August von Braunschweig-Wolfenbüttel. Ihr Ehemann starb wenige Tage vor seinem Vater, dem Herzog Johann Adolf. Das einzige Kind aus dieser Ehe, der am 11. August 1702 geborene Leopold August, wurde somit am 2. Juli 1704 Herzog. Da er noch unmündig war, führte Elisabeth Sophie Marie die Regierungsgeschäfte. Leopold August  starb aber bereits am 4. November 1706. Das abgeteilte Herzogtum ging an Johann Friedrich von Schleswig-Holstein-Sonderburg-Norburg über.
Am 12. September 1710 wurde die bereits 1704 verwitwete Elisabeth Sophie Marie die dritte Ehefrau August Wilhelms (1662–1731), Erbprinz zu Braunschweig-Lüneburg-Wolfenbüttel. Er war ein Sohn ihres vormaligen Vormunds Anton Ulrich zu Braunschweig-Wolfenbüttel und ihrer Tante Elisabeth Juliane von Schleswig-Holstein-Sonderburg-Norburg. Die früheren Ehen ihres Vetters waren ohne Erben geblieben. Auch diese Ehe blieb kinderlos.
Ihr Bruder, Herzog Ernst Leopold von Holstein-Norburg (1685–1722), war einige Jahre in Brüssel in Kriegsdiensten. Als er dort erkrankte, wollte er zu seiner Schwester an den Hof in Wolfenbüttel fahren. Er verstarb jedoch auf der Reise zu ihr in Wesel, worauf seine Leiche im August 1722 nach Wolfenbüttel überführt und in der dortigen fürstlichen Familiengruft beigesetzt wurde.
Elisabeth Sophie Marie starb am 3. April 1767 auf ihrem Witwensitz im Grauen Hof in Braunschweig. Ihre Grabstätte befindet sich in der Fürstengruft der Hauptkirche Beatae Mariae Virginis zu Wolfenbüttel, wo nach ihr keine weiteren Mitglieder der Fürstenfamilie beigesetzt wurden.

### Bibelsammlung

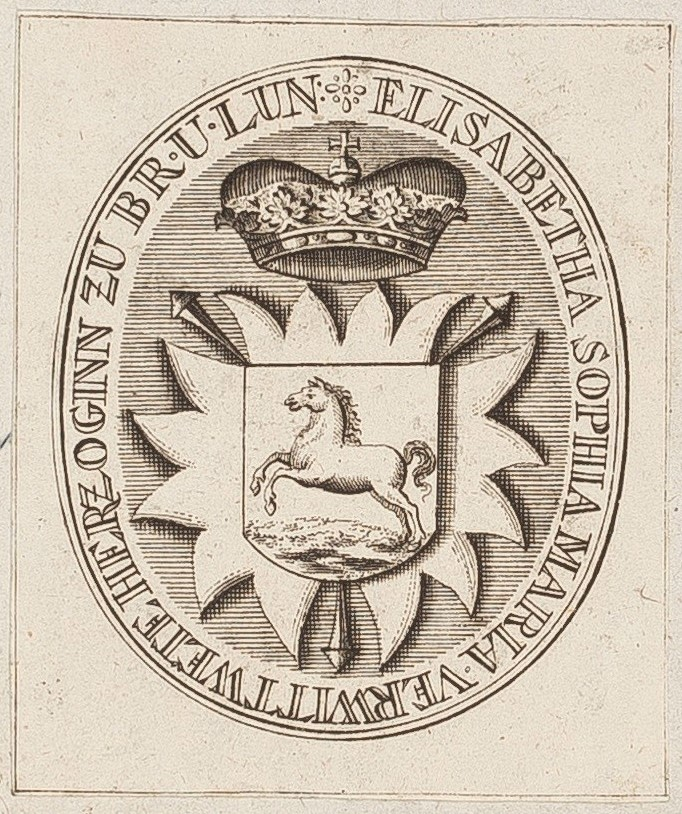
Exlibris der Herzogin Elisabeth Sophie Marie

Die Herzog August Bibliothek im 18. Jahrhundert, Stich von Anton August Beck

Im Alter von fast sechzig Jahren begann die Herzogin mit dem systematischen Aufbau einer Bibelsammlung, die sie mit beträchtlichem finanziellen Aufwand zusammenstellte und im Braunschweiger Schloss aufstellte. Sie erwarb sie neben anderen Büchern auf Auktionen, durch Ankauf aus Privatbesitz und durch Schenkungen. Im Laufe der Jahre waren es 1161 Bibeln in verschiedensten Sprachen. Darunter befanden sich Handschriften, Lutherübersetzungen (so eine Ausgabe des Septembertestaments) und biblische Bücher anderer Konfessionen. Sie selbst verfasste religiöse Schriften, eine Laiendogmatik, und widerlegte als strenggläubige Lutheranerin die Briefe des Jesuiten Seedorfer, die für den Katholizismus warben.
Hauptsächlich waren Pastoren Besucher dieser Ausstellung. Johann Christoph Selchow, der Pastor zu Bettmar, Sierße, Fürstenau und Sophiental, trug sich beispielsweise im Juni 1754 mit einem Bibelwort in das Gästebuch im Grauen Hof ein. Doch auch Lehrer und Gelehrte wie der Dichter und Philosoph Johann Christoph Gottsched kamen, um sich die Sammlung anzusehen.
Einen ersten Katalog der Sammlung ließ sie im Jahr 1752 durch Hofprediger Georg Ludolph Otto Knoch (1705–1783) erstellen. Im September 1764 ließ sie ihre im Braunschweiger Schloss, dem „Grauen Hof“, aufgestellte Bibliothek von etwa 4900 Bänden, davon 1161 Bibeln, in die Herzog August Bibliothek nach Wolfenbüttel bringen. Damit gründete sie die Basis der heutigen Bibelsammlung der Bibliothek.

### Bauherrin und Dorfgründungen
- Karte mit allen Koordinaten:
- OSM |
- WikiMap

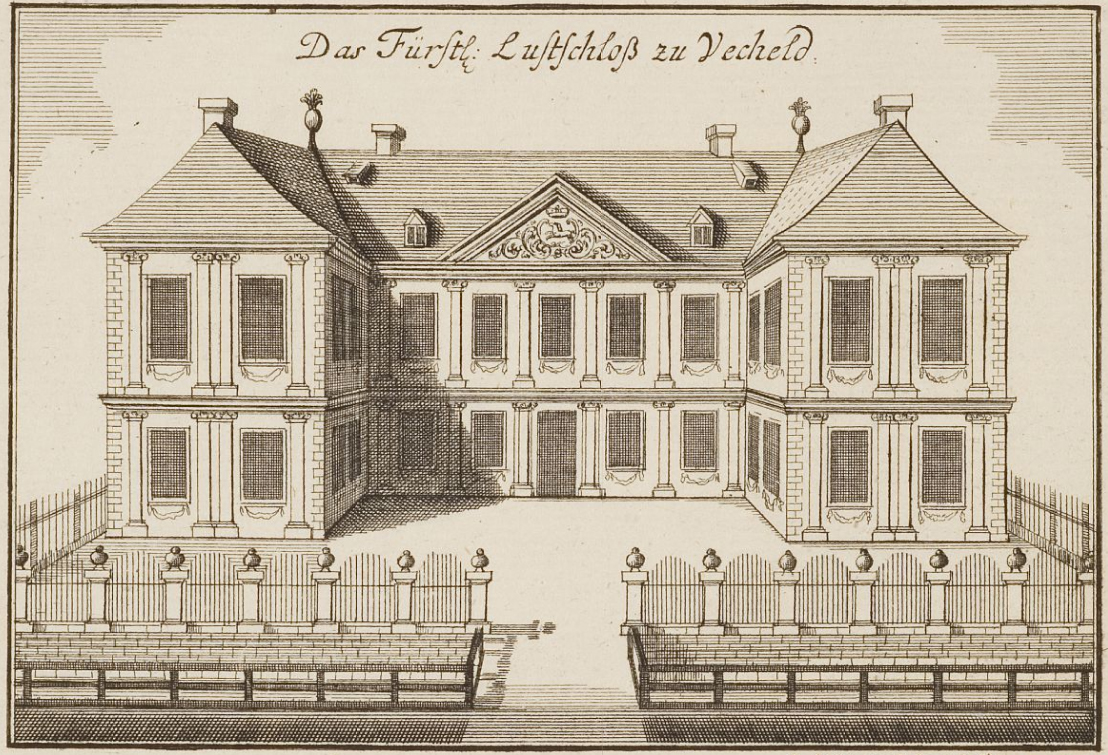
Schloss Vechelde um 1760, Stich von Anton August Beck

Als Herzogin von Braunschweig-Wolfenbüttel entwickelte Elisabeth Sophie Marie eine rege Bautätigkeit, die zur Gründung dreier Ortschaften im westlichen Umland der Stadt Braunschweig führte, im heutigen Landkreis Peine in Niedersachsen.
Ab 1712 diente ihr zunächst Schloss Vechelde (⊙) als Wohnsitz. Dazu ließ sie das bestehende Schloss in Vechelde erweitern und, wahrscheinlich durch den Barockbaumeister Hermann Korb (1656–1735), einen weiteren Gebäudeflügel sowie eine Schlosskapelle errichten. Am 8. November 1727 heiratete dort ein Patenkind der Herzogin, Johanna Elisabeth von Schleswig-Holstein-Gottorf, und Fürst Christian August von Anhalt-Zerbst. Aus dieser Ehe ging am 2. Mai 1729 Sophie Auguste Frederike von Anhalt-Zerbst-Dornburg hervor, die spätere Zarin Katharina die Große.
Für die Landarbeiter des Schlossgutes ließ die Herzogin, etwa einen Kilometer nördlich der Schlossanlage, eine Tagelöhnersiedlung errichten, aus der der heutige Vechelder Ortsteil Vechelade (⊙) entstand.
1716 erwarb die Herzogin einen Gutshof, den Häßler- oder Hasselhof, und ließ dort ein Lustschloss errichten, das den Namen Schloss Fürstenau (⊙) erhielt. Das Schloss wurde wenig genutzt, diente um 1802 nur noch als Gefängnis des Gerichts in Vechelde und wurde zu Beginn des 19. Jahrhunderts abgebrochen. Heute sind auf dem ehemaligen Schlossgelände in der Vechelder Ortschaft Fürstenau, außer Teile des Grabens, keinerlei Baureste sichtbar.
Im Jahr 1724 übertrug Herzog August Wilhelm seiner Frau ein Gebiet in der Gemarkung Wendeburg, wo sie mit dem Schloss Sophiental (⊙) eine weitere Schlossanlage errichten ließ. Aus der Anlage entwickelte sich der nach der Herzogin benannte Ort Sophiental. Auch dieses Schloss blieb nicht erhalten und wurde bereits um 1769 abgetragen, zwei Jahre nach dem Tod der Herzogin.
Die neugegründeten Dörfer wurden gemeinsam mit dem Schloss und Gutshof Vechelde zum „fürstlichen Gericht“, dem Amt Vechelde, zusammengeschlossen. Das Amt bestand in dieser Form bis 1807, als das Fürstentum Braunschweig-Wolfenbüttel in das von Napoleon geschaffene Königreich Westphalen eingegliedert und das Amt Vechelde aufgelöst wurde.
Im August 1764 verkaufte Herzog Karl I. von Braunschweig-Wolfenbüttel (1713–1780) die Schlösser und Ländereien Vechelde, Fürstenau und Sophiental für 99.400 Taler in Gold an seinen Bruder Prinz Ferdinand (1721–1792), nachdem sie ihm 1742 von Elisabeth Sophie Marie übertragen worden waren. Er überließ ihr jedoch weiter das Nutzungs- und Wohnrecht.

## Trivia

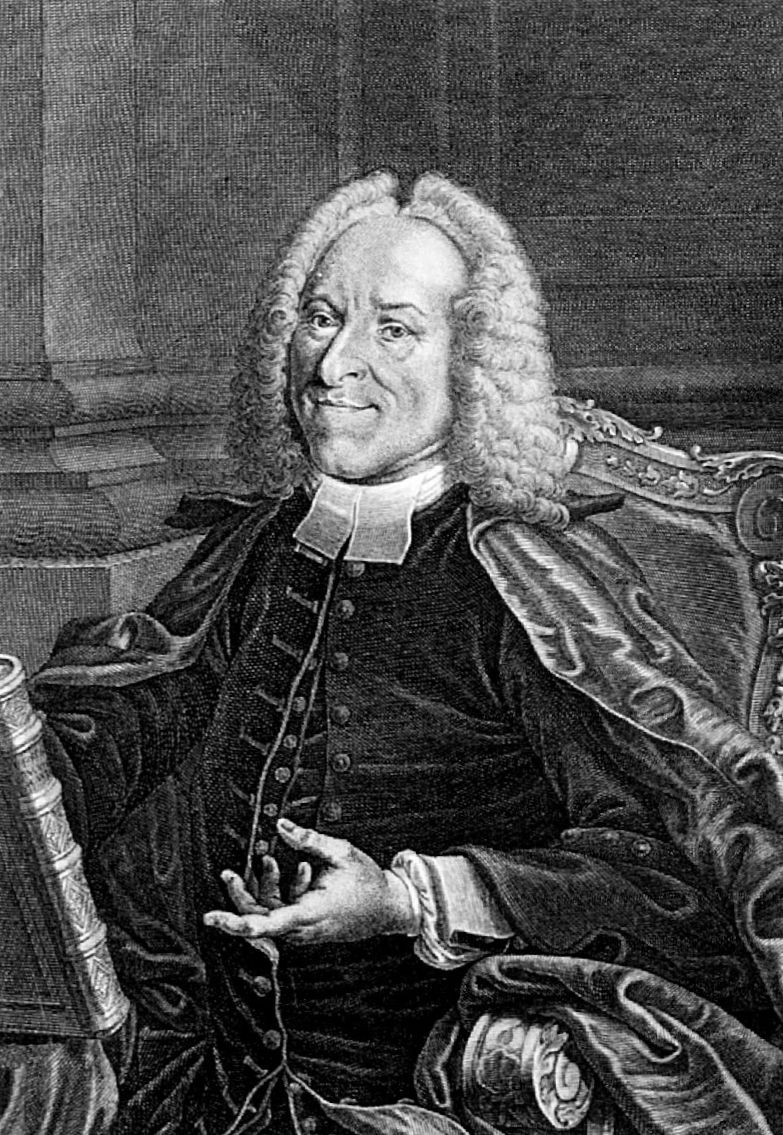
Johann Lorenz von Mosheim, Stich von Georg Daniel Heumann, 1750

Elisabeth Sophie Marie war eine engagierte Förderin des lutherischen Theologen und Kirchenhistorikers Johann Lorenz von Mosheim (1693–1755). Die Herzogin finanzierte Mosheims Studium an der Universität Kiel, wo er seit 1715 immatrikuliert war, und unterstützte seine Berufungen zum Professor für Theologie der Universität Helmstedt, zum Generalschulinspektor des Fürstentums Braunschweig-Wolfenbüttel sowie zum Abt der Klöster Mariental und Michaelstein.
Im 19. Jahrhundert wurde vermutet, dass Mosheim ein unehelicher Sohn ihres Bruders Ernst Leopold (1685–1722) und einer Wäscherin gewesen sei. Dagegen sprechen jedoch die Lebensdaten Mosheims und seines angeblichen Vaters.

## Vorfahren
| Ahnentafel Elisabeth Sophie Marie von Schleswig-Holstein-Sonderburg-Norburg | Ahnentafel Elisabeth Sophie Marie von Schleswig-Holstein-Sonderburg-Norburg                                                    | Ahnentafel Elisabeth Sophie Marie von Schleswig-Holstein-Sonderburg-Norburg                                                                           | Ahnentafel Elisabeth Sophie Marie von Schleswig-Holstein-Sonderburg-Norburg                                                  | Ahnentafel Elisabeth Sophie Marie von Schleswig-Holstein-Sonderburg-Norburg                                                  | Ahnentafel Elisabeth Sophie Marie von Schleswig-Holstein-Sonderburg-Norburg                                                                           | Ahnentafel Elisabeth Sophie Marie von Schleswig-Holstein-Sonderburg-Norburg                                                                                          | Ahnentafel Elisabeth Sophie Marie von Schleswig-Holstein-Sonderburg-Norburg                                                                           | Ahnentafel Elisabeth Sophie Marie von Schleswig-Holstein-Sonderburg-Norburg                                                                           |
| --------------------------------------------------------------------------- | --- | --- | --- | --- | --- | --- | --- | --- |
| Urur- großeltern                                                            | König Christian III. (Dänemark und Norwegen) (1503–1559) ⚭ 1525 Prinzessin Dorothea von Sachsen-Lauenburg (1511–1571)          | Herzog Ernst III. (Braunschweig-Grubenhagen) (1518–1567) ⚭ 1547 Prinzessin Margarethe von Pommern-Wolgast (1518–1569), Tochter des Georg I. (Pommern) | Fürst Joachim Ernst (Anhalt) (1536–1586) ⚭ 1571 Prinzessin Eleonore von Württemberg (1552–1618)                              | Herzog Heinrich Julius (Braunschweig-Wolfenbüttel) (1564–1613) ⚭ 1585 Prinzessin Dorothea von Sachsen (1563–1587)            | Freiherr Seyfried von Promnitz (1534–1597) ⚭ 1558 Freiin Ursula Schaffgotsch (xxx–1587)                                                               | Freiherr Sigismund II. von Kurzbach zu Militsch und Trachenberg (1547–1579) ⚭ 1568 Prinzessin Helena von Liegnitz (1545–1583), Tochter des Friedrich III. (Liegnitz) | Edler Herr Veit III. von Schönburg-Lichtenstein (1563–1622) ⚭ 1598 Gräfin Catharina von Eberstein-Massow (1579–1617)                                  | Freiherr Johann Georg von Schwanberg zu Bor (1548–1617) ⚭ 1593 Elisabeth Colonna von Fels (1575–1616)                                                 |
| Ur- großeltern                                                              | Herzog Johann (Schleswig-Holstein-Sonderburg) (1545–1622) ⚭ 1568 Prinzessin Elisabeth von Braunschweig-Grubenhagen (1550–1586) | Herzog Johann (Schleswig-Holstein-Sonderburg) (1545–1622) ⚭ 1568 Prinzessin Elisabeth von Braunschweig-Grubenhagen (1550–1586)                        | Fürst Rudolf (Anhalt-Zerbst) (1576–1621) ⚭ 1605 Prinzessin Dorothea Hedwig von Braunschweig-Wolfenbüttel (1587–1609)         | Fürst Rudolf (Anhalt-Zerbst) (1576–1621) ⚭ 1605 Prinzessin Dorothea Hedwig von Braunschweig-Wolfenbüttel (1587–1609)         | Landvogt der Niederlausitz Heinrich Anselm von Promnitz (1564–1622) ⚭ 1590 Freiin Sophie von Kurzbach (1570–xxx)                                      | Landvogt der Niederlausitz Heinrich Anselm von Promnitz (1564–1622) ⚭ 1590 Freiin Sophie von Kurzbach (1570–xxx)                                                     | Edler Herr Georg Ernst von Schönburg-Lichtenstein (1601–1664) ⚭ 1623 Freiin Benigna von Schwanberg (1599–1648)                                        | Edler Herr Georg Ernst von Schönburg-Lichtenstein (1601–1664) ⚭ 1623 Freiin Benigna von Schwanberg (1599–1648)                                        |
| Großeltern                                                                  | Herzog Friedrich (Schleswig-Holstein-Norburg) (1581–1658) ⚭ 1632 Prinzessin Eleonore von Anhalt-Zerbst (1608–1681)             | Herzog Friedrich (Schleswig-Holstein-Norburg) (1581–1658) ⚭ 1632 Prinzessin Eleonore von Anhalt-Zerbst (1608–1681)                                    | Herzog Friedrich (Schleswig-Holstein-Norburg) (1581–1658) ⚭ 1632 Prinzessin Eleonore von Anhalt-Zerbst (1608–1681)           | Herzog Friedrich (Schleswig-Holstein-Norburg) (1581–1658) ⚭ 1632 Prinzessin Eleonore von Anhalt-Zerbst (1608–1681)           | Landvogt der Niederlausitz Graf Sigismund Siegfried von Promnitz (1595–1654) ⚭ 1647 Freiin Catharina Elisabeth von Schönburg-Lichtenstein (1625–1650) | Landvogt der Niederlausitz Graf Sigismund Siegfried von Promnitz (1595–1654) ⚭ 1647 Freiin Catharina Elisabeth von Schönburg-Lichtenstein (1625–1650)                | Landvogt der Niederlausitz Graf Sigismund Siegfried von Promnitz (1595–1654) ⚭ 1647 Freiin Catharina Elisabeth von Schönburg-Lichtenstein (1625–1650) | Landvogt der Niederlausitz Graf Sigismund Siegfried von Promnitz (1595–1654) ⚭ 1647 Freiin Catharina Elisabeth von Schönburg-Lichtenstein (1625–1650) |
| Eltern                                                                      | Herzog Rudolf Friedrich von Schleswig-Holstein-Sonderburg-Norburg (1645–1688) ⚭ 1680 Gräfin Bibiane von Promnitz (1649–1685)   | Herzog Rudolf Friedrich von Schleswig-Holstein-Sonderburg-Norburg (1645–1688) ⚭ 1680 Gräfin Bibiane von Promnitz (1649–1685)                          | Herzog Rudolf Friedrich von Schleswig-Holstein-Sonderburg-Norburg (1645–1688) ⚭ 1680 Gräfin Bibiane von Promnitz (1649–1685) | Herzog Rudolf Friedrich von Schleswig-Holstein-Sonderburg-Norburg (1645–1688) ⚭ 1680 Gräfin Bibiane von Promnitz (1649–1685) | Herzog Rudolf Friedrich von Schleswig-Holstein-Sonderburg-Norburg (1645–1688) ⚭ 1680 Gräfin Bibiane von Promnitz (1649–1685)                          | Herzog Rudolf Friedrich von Schleswig-Holstein-Sonderburg-Norburg (1645–1688) ⚭ 1680 Gräfin Bibiane von Promnitz (1649–1685)                                         | Herzog Rudolf Friedrich von Schleswig-Holstein-Sonderburg-Norburg (1645–1688) ⚭ 1680 Gräfin Bibiane von Promnitz (1649–1685)                          | Herzog Rudolf Friedrich von Schleswig-Holstein-Sonderburg-Norburg (1645–1688) ⚭ 1680 Gräfin Bibiane von Promnitz (1649–1685)                          |
| Elisabeth Sophie Marie von Schleswig-Holstein-Sonderburg-Norburg            | | | | | | | | |

## Werke
- Kurzer Auszug etlicher zwischen den Katholiken und Lutheranern streitigen Glaubenslehren, aus des Concilii zu Trient, und der Göttlichen Schrift eigenen Worten, wie auch der hierbeigefügten Päbstlichen Glaubens-Bekänntnis und Religions-Eide treulich gefasset, und zum nöthigen Unterricht, was jeder Theil glaubt und glauben soll, an’s Licht gestellt. Wolfenbüttel 1714.
- Eine deutlichere Erklärung der Glaubenslehren, so in den 12 Briefen des Jesuiten Seedorf’s enthalten, nach dem Glaubensbekenntnis, welches die Protestanten in Ungarn bei ihrem Uebertritte zur römischen Kirche schwören müssen. Braunschweig 1750.